# Giardino delle Duchesse
Il Giardino delle Duchesse è un'importante opera architettonica di Ferrara voluta da Ercole I d'Este, duca di Ferrara e realizzata nello stesso periodo dei lavori al palazzo Ducale.

## Storia
Il giardino fu voluto da Ercole I d'Este per ampliare gli spazi a disposizione della residenza ducale e venne costruito alla fine del XV secolo. Inizialmente chiamato giardino del Duca finì per essere noto come giardino delle Duchesse.
Venne utilizzato in modo esclusivo dalla corte estense ed in particolare dalle duchesse e dalle nobili della casata, come ad esempio Eleonora d’Aragona e Margherita Gonzaga.
Prima delle trasformazioni che la resero un giardino quest'area racchiusa tra i palazzi ducali era utilizzata come rimessa e deposito, per il ricovero di animali e per conservare la legna. Vi si poteva accedere dalla via Coperta, e questo passaggio permise anche in seguito alla corte di accedervi senza utilizzare le vie aperte al popolo.
Con la devoluzione di Ferrara quest'area venne poco a poco scordata e cadde in abbandono e rovina, mentre Ferrara perdeva il suo ruolo di capitale e diventava una semplice città di secondo piano nelle terre del Papa.

## Descrizione
L'accesso è da via Garibaldi oppure da piazzetta del Castello di Ferrara.
Descritto come spazio molto ricercato e dotato di giardini con alberi da frutto, specie ornamentali e aiuole curarissime, al centro aveva una fontana ora scomparsa. Attorno aveva ricche logge, delle quali restano tracce nelle colonne residue, sui muri che circondano lo spazio attuale.

## Utilizzo
Dopo anni di relativo abbandono il giardino è stato reso accessibile in occasioni o periodi particolari dell'anno diventando una piccola piazzetta per manifestazioni aperte al pubblico.
Al suo interno è stata montata una pista di pattinaggio sul ghiaccio, si sono svolte iniziative di solidarietà e di tipo ricreativo, si sono presentati autori di libri e si sono tenuti spettacoli di vario genere.
La Soprintendenza bolognese di Archeologia, belle arti e paesaggio, l'Università degli Studi di Ferrara col suo dipartimento di Architettura e il Comune cittadino intendono restituire alla comunità di Ferrara questo spazio in modo duraturo.
Il passaggio aperto in tempi recenti e che permette di accedere al giardino dalla piazzetta Castello per un lungo periodo, sin quasi alla fine del XX secolo, fu occupato dallo storico negozio di un orologiaio e gioielliere.

## Galleria d'immagini

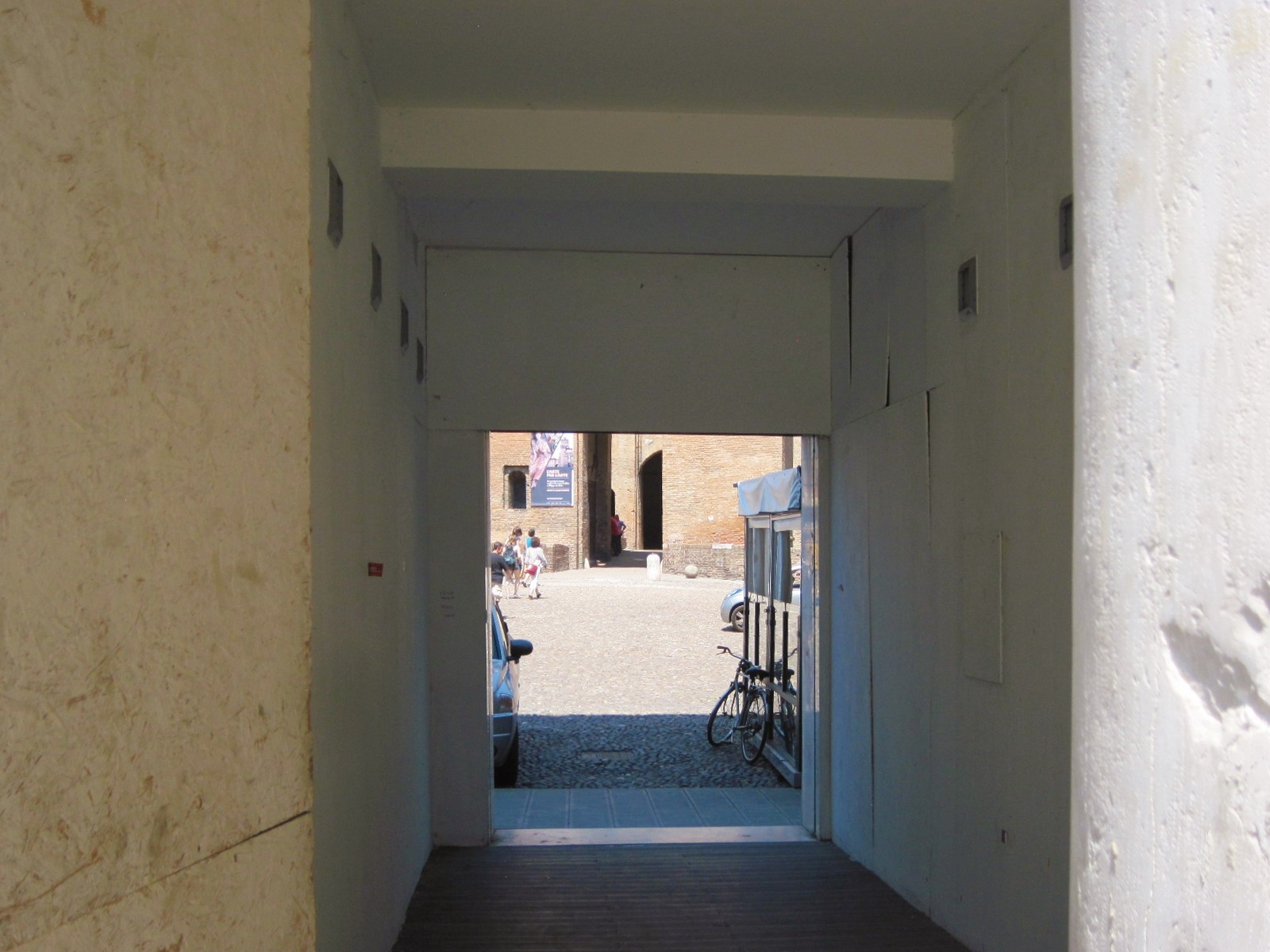
Accesso da piazzetta del Castello. Il passaggio.
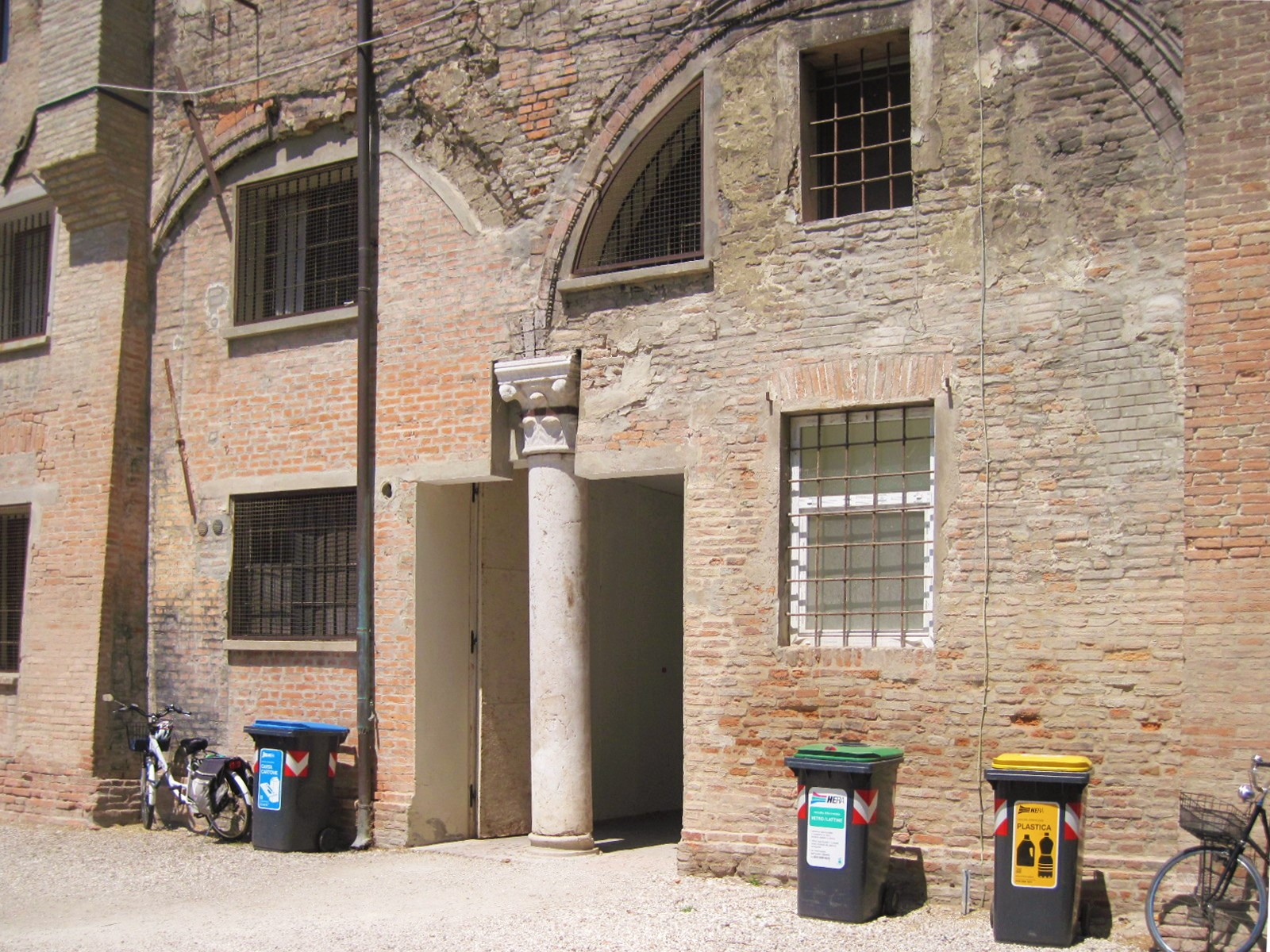
Accesso da piazzetta del Castello. Vista dall'interno.
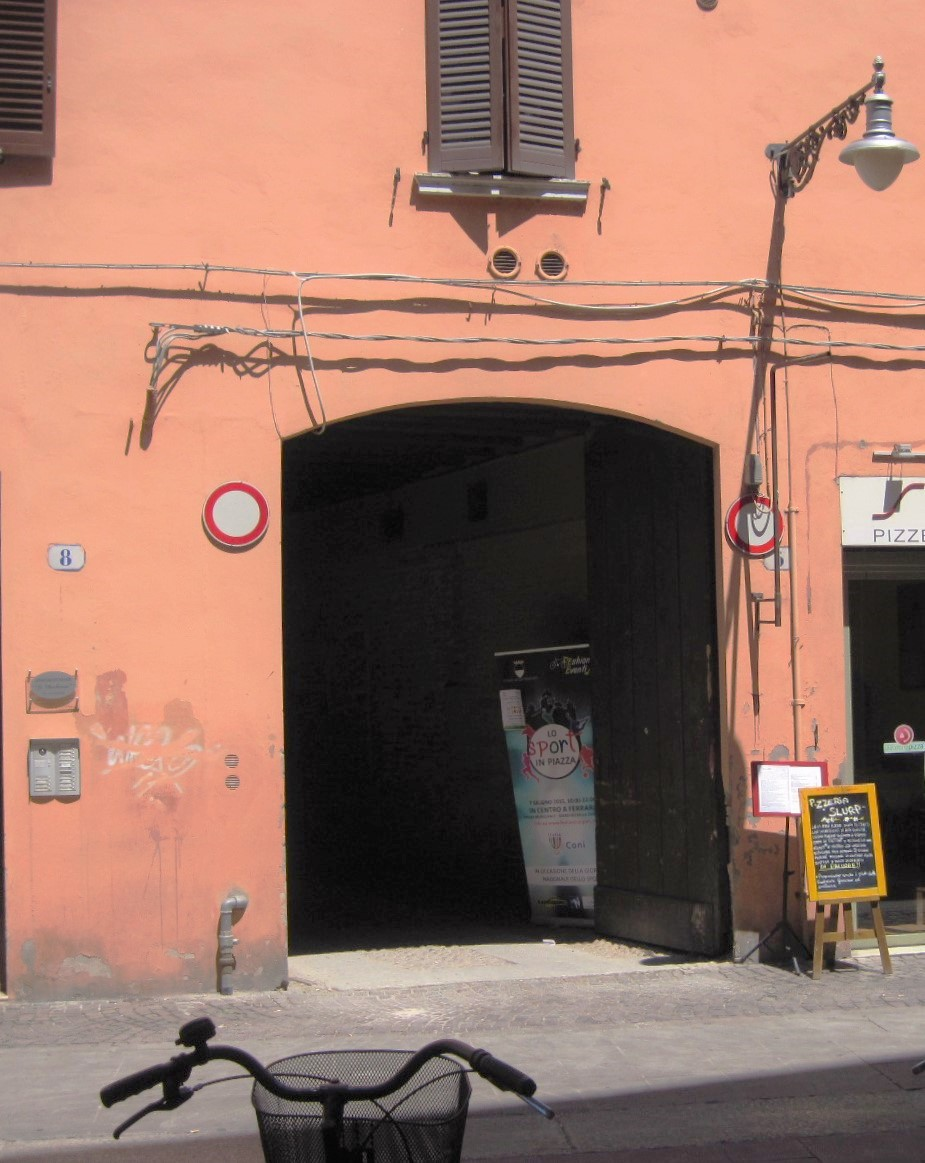
Accesso da via Garibaldi.
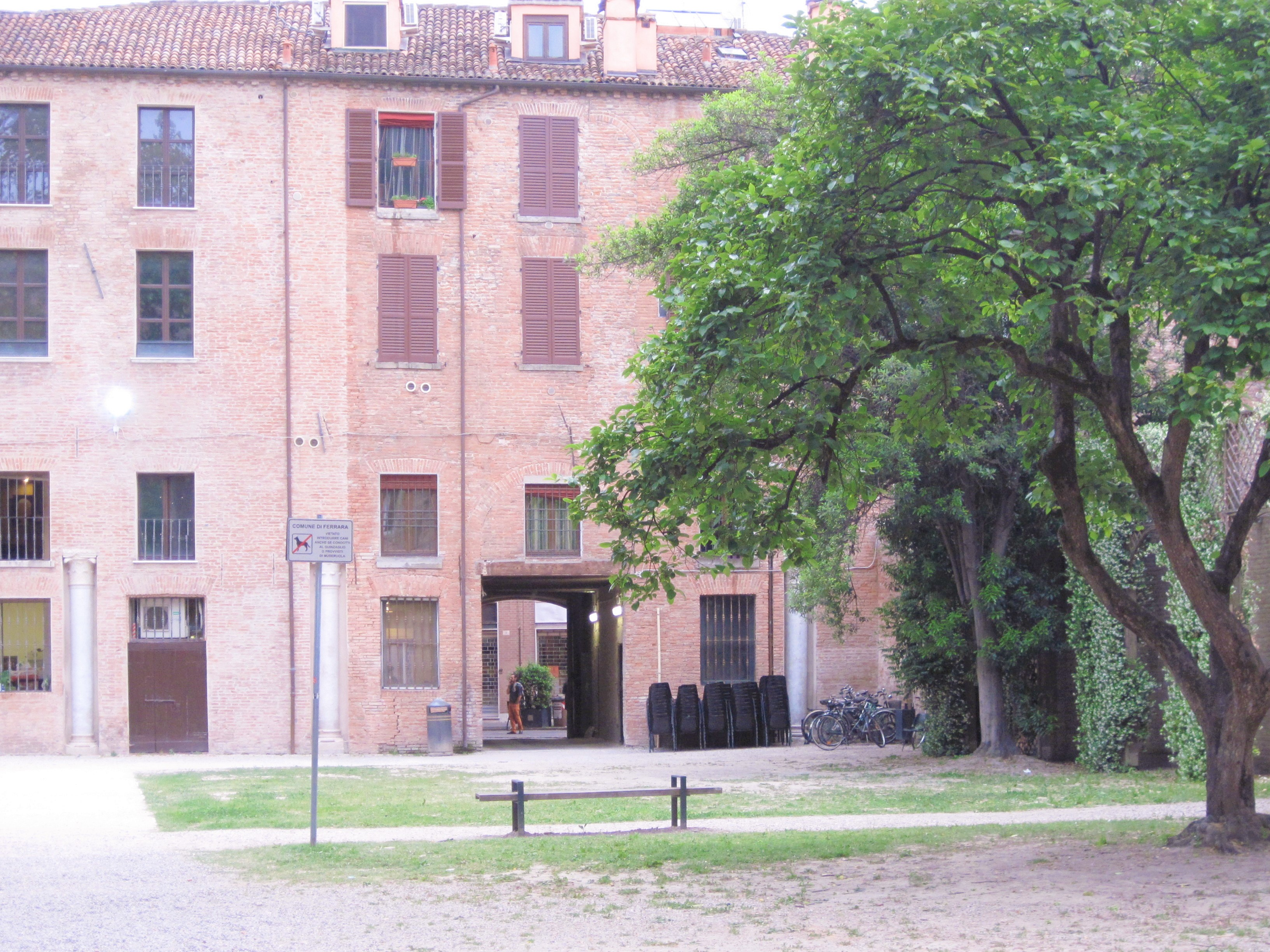
Accesso da via Garibaldi. Vista dall'interno.
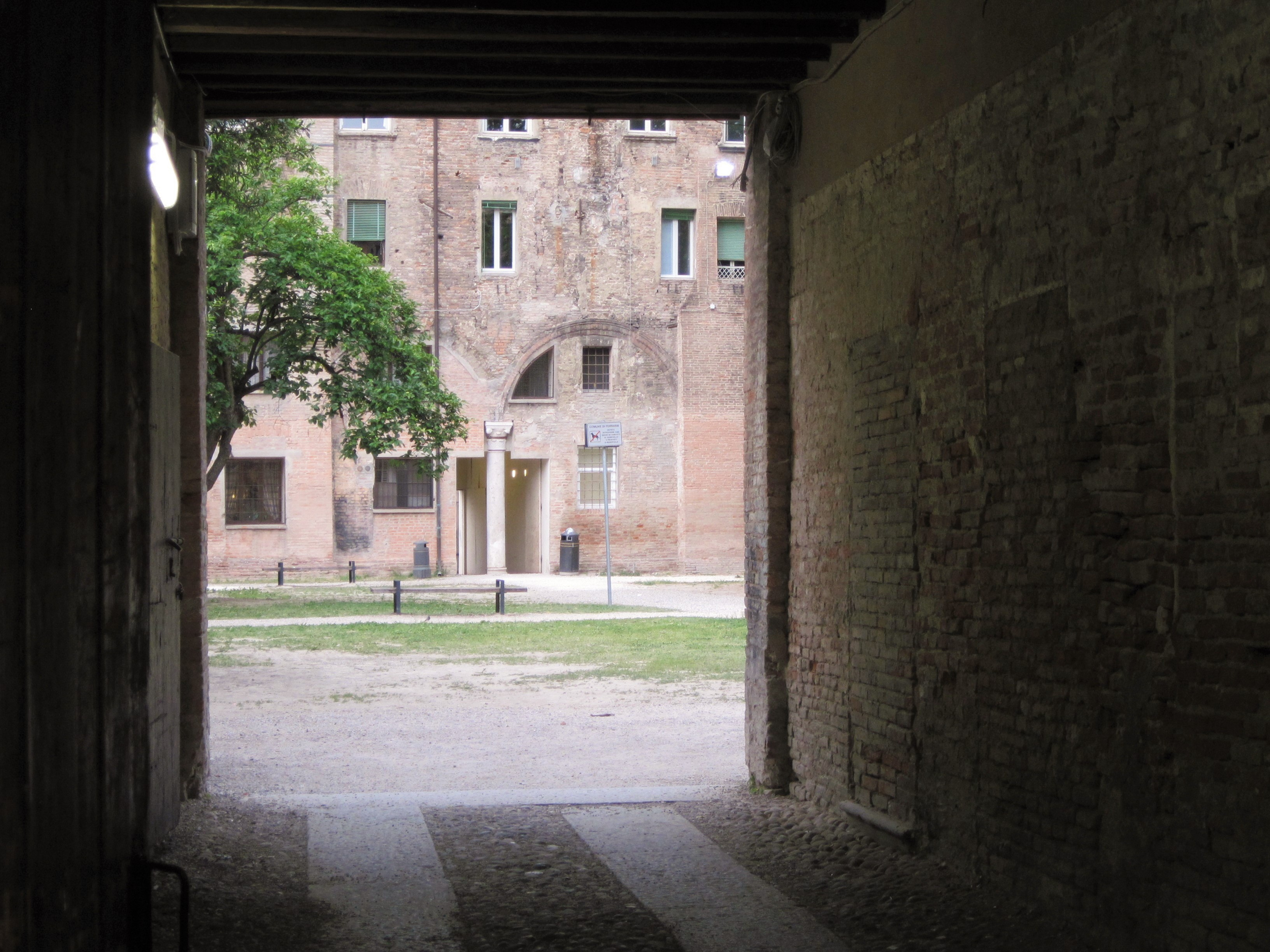
Accesso da via Garibaldi. Il passaggio.
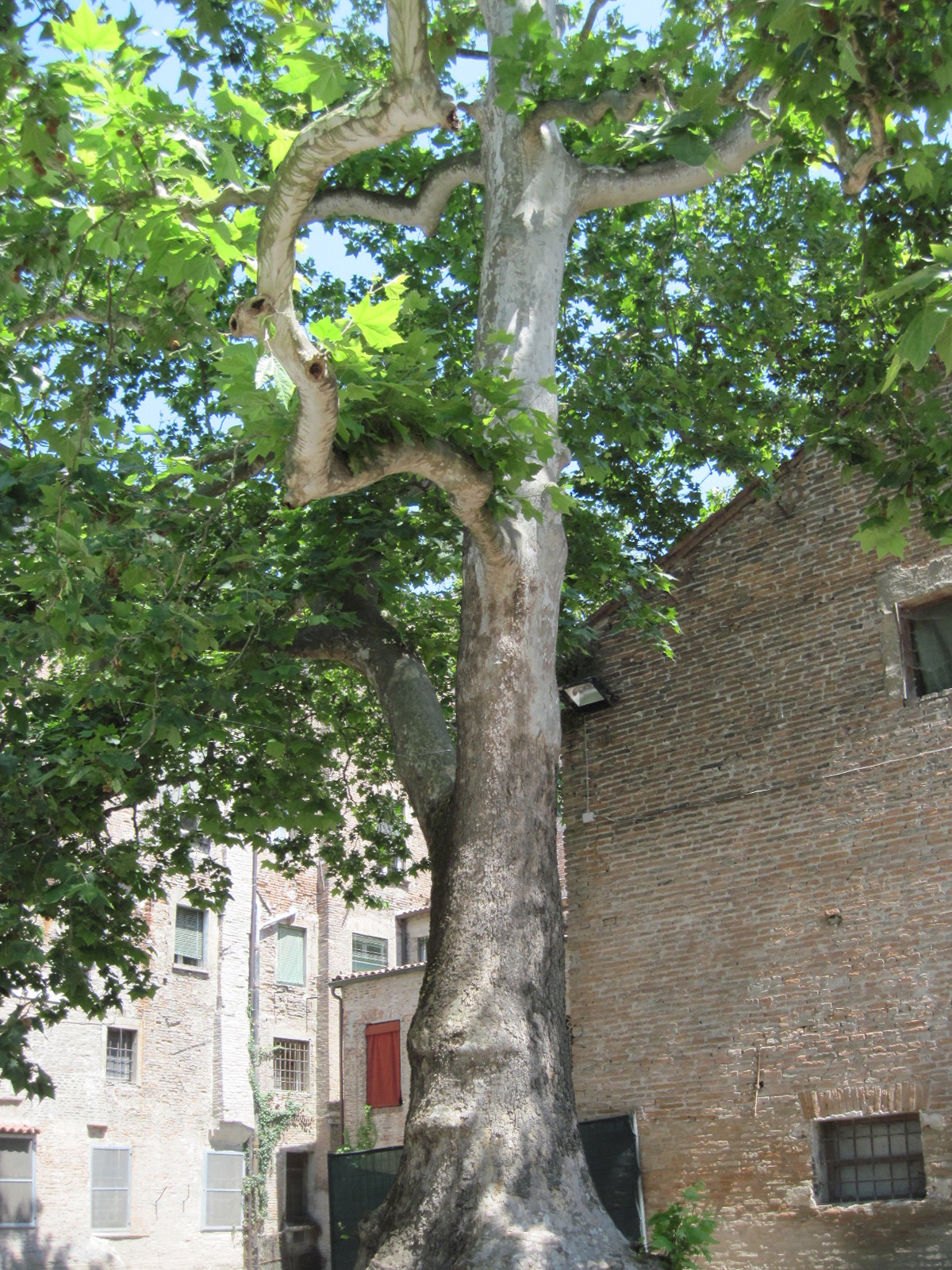
Angolo con platano.